# Lettera a Meneceo
La Lettera a Meneceo, anche nota come Lettera sulla felicità, è il testo più famoso di Epicuro, di carattere morale.

## Struttura e contenuto
Nelle poche pagine che compongono l'epistola, il filosofo affronta i temi centrali della sua filosofia per quanto riguarda l'etica e la metafisica: la ricerca della felicità, la paura della morte, la natura degli dèi, la classificazione dei piaceri.

### Il tetrafarmaco
Dopo l'esordio con l'esortazione a praticare la filosofia, unica vera fonte della felicità, Epicuro passa ad analizzare le cause dell'infelicità, e ribadisce le quattro massime che compongono il cosiddetto tetrafarmaco.
1. Non bisogna temere gli dèi. Epicuro precisa di non negare l'esistenza delle divinità, bensì di rifiutare l'opinione che ne ha il volgo, in quanto «presunzione fallace». Gli dèi sono eterni e beati, e ciò è possibile perché abitano nell'intermundia, cioè lo spazio tra i mondi reali. Avendo sede in un luogo nettamente separato da quello occupato dagli uomini, essi non possono averne esperienza, e quindi non possono agire sulla nostra vita con punizioni o benefici.[3]
2. La morte è nulla per noi. Non vi è ragione di temere la morte, poiché con la vita scompare anche la capacità di percepire piacere o dolore: «quando noi siamo, la morte non c'è, e quando la morte c'è, allora noi non siamo più».[4] La morte non riguarda né i vivi né i morti poiché essa rappresenta la fine di ogni esperienza. Il saggio è chi non desidera la vita né teme la morte; non disprezza, dunque, la vita, né considera un male la morte.
3. Il bene è facile a procurarsi.
4. È facile sopportare il male. Se questo affligge duramente dura per poco; se invece affligge per tanto tempo, allora è sopportabile perché di poca entità.

Per spiegare le ultime due massime, che riguardano piacere e dolore, Epicuro deve prima analizzare i diversi tipi di desideri e piaceri.

### La classificazione dei desideri
La questione legata ai desideri viene posta da Epicuro come introduzione al tema dei piaceri. I desideri vengono così classificati:
- desideri naturali, che a loro volta possono essere:
  - necessari, cioè essenziali alla vita dell'uomo, che nascono da un dolore fisico, come bere, mangiare ecc.;
  - non necessari, come per esempio mangiare cibi raffinati o bere quando non si ha sete;
- desideri vani, cioè quelli superflui, che anche se non saziati non comportano dolore fisico, come la brama di potere, il desiderio di ricchezze e via dicendo.

Il criterio per discriminare i diversi desideri è la natura, la quale pone dei limiti fisici ben stabiliti. Se dunque si devono assolutamente saziare i desideri naturali necessari, bisogna però avere moderazione con quelli non necessari ed evitare quelli vani, perché inutili e portatori di infelicità.

### La classificazione dei piaceri
Solo tenendo presente la precedente classificazione dei desideri è possibile decidere quali azioni compiere, al fine di sopprimere i turbamenti e perseguire una vita beata.
Epicuro parte dalla determinazione della natura dell'uomo, riconoscendo che suo fine e principio è il piacere: il bene consiste nel realizzare questa natura e quindi nel perseguire il piacere. Il piacere, a sua volta, è privazione di dolore: ciò significa che non è possibile aumentarne l'intensità all'infinito, e soprattutto che piacere e dolore sono nettamente opposti. Non tutti i piaceri però devono essere ricercati, ma valutati in base a vantaggi e svantaggi che possono procurare. Il filosofo distingue due tipi:
- Piaceri mobili (cinetici), ovvero quei piaceri che sorgono nel momento in cui si risponde a un bisogno (bere quando si ha sete),
- Piaceri stabili (catastematici), ovvero quei piaceri che nascono dall'assenza del dolore (il piacere che segue la bevuta)

Bene sommo è l'autosufficienza (autarkeia), ovvero il sapersi accontentare di poco, così da essere liberi dal bisogno, e quindi dal dolore. Il piacere, in ultima analisi, è infatti «assenza di dolore nel corpo, assenza di perturbazione nell'anima». A fondamento della virtù e della felicità è allora la saggezza (phronesis), la quale si orienta di norma verso i piaceri catastematici. La condizione del saggio epicureo, scevro da ogni dolore e turbamento, è pertanto paragonabile a quella di un dio:
(Lettera a Meneceo 135)

## Lingua e stile
Epicuro rifinisce questa lettera con grande accuratezza, a differenza delle altre (per le quali vale la condanna sul suo stile espressa unanimemente dagli antichi): infatti articola i periodi in cola dal ritmo parallelo e regolare, usando anche la regola di Isocrate di evitare lo iato .